# Cevico Navero (kommunhuvudort)
Cevico Navero är en kommunhuvudort i Spanien.   Den ligger i provinsen Provincia de Palencia och regionen Kastilien och Leon, i den centrala delen av landet, 170 km norr om huvudstaden Madrid. Cevico Navero ligger 832 meter över havet och antalet invånare är 251.
Terrängen runt Cevico Navero är huvudsakligen platt. Cevico Navero ligger nere i en dal. Runt Cevico Navero är det mycket glesbefolkat, med 5 invånare per kvadratkilometer. Närmaste större samhälle är Baltanás, 9,9 km nordväst om Cevico Navero. Trakten runt Cevico Navero består till största delen av jordbruksmark.